# Dracaenura pelochra
Dracaenura pelochra là một loài bướm đêm trong họ Crambidae.